# 李刚田
李刚田（1946年3月—），号司工、仓父、仓叟，室名石鱼斋，男，汉族，河南洛阳人，中国书法家，郑州大学教授，曾任中国书法家协会理事。